# ヘンリー郡 (インディアナ州)
ヘンリー郡（英: Henry County）は、アメリカ合衆国インディアナ州の東部に位置する郡である。2010年国勢調査での人口は49,462人であり、2000年の48,508人から2.0％増加した。郡庁所在地はニューキャッスル市（人口18,114人）であり、同郡で人口最大の都市でもある。
ヘンリー郡はロス・ロックリッジ・ジュニアの小説『レインツリー郡』の主舞台になった。

## 歴史
ヘンリー郡は1822年に設立された。郡名はアメリカ独立の提唱者で、バージニア州知事を務めたパトリック・ヘンリーに因んで名付けられた。

## 地理
アメリカ合衆国国勢調査局に拠れば、郡域全面積は394.83平方マイル (1,022.6 km2)であり、このうち陸地391.88平方マイル (1,015.0 km2)、水域は2.96平方マイル (7.7 km2)で水域率は0.75％である。

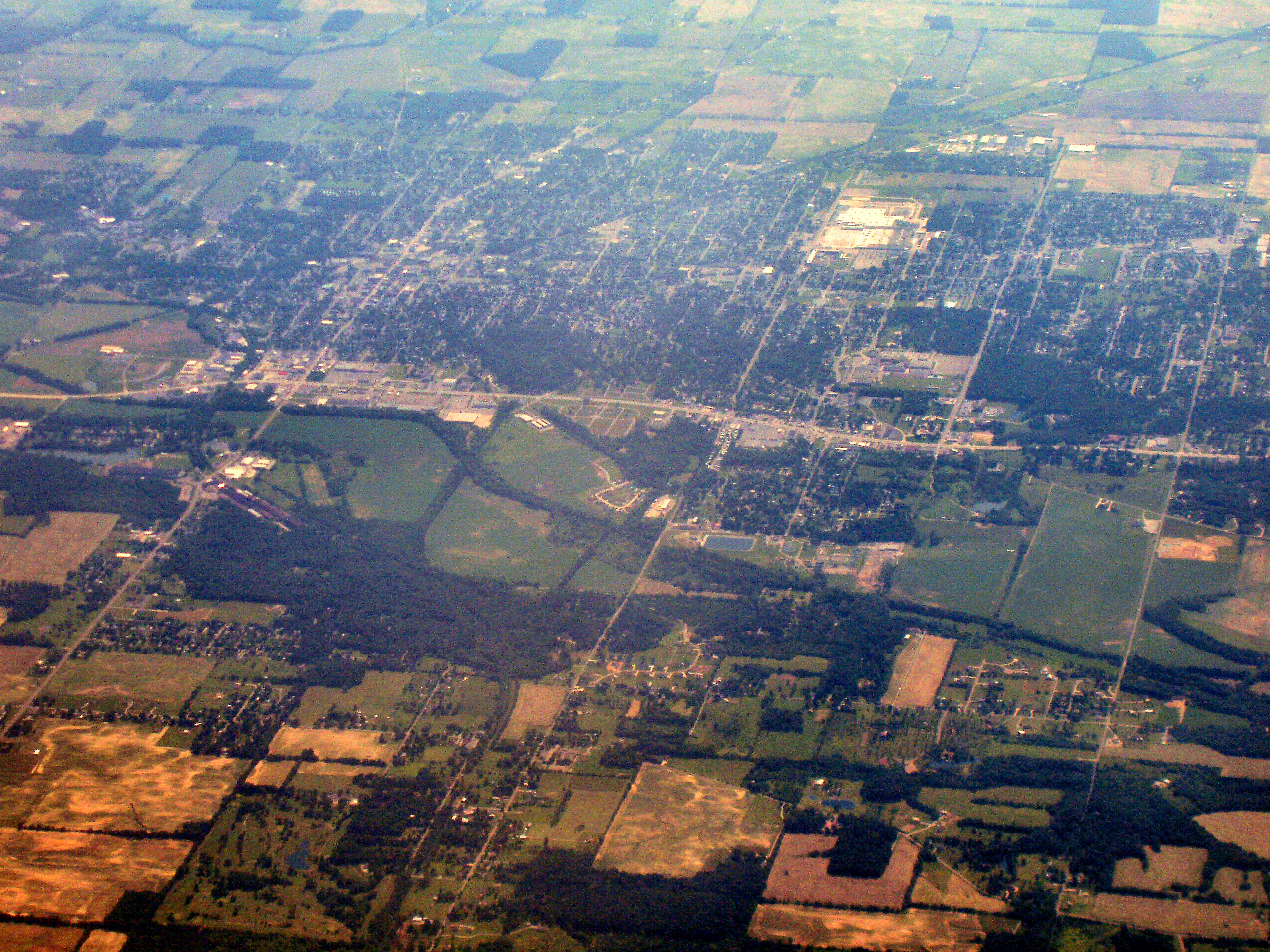
ニューキャッスル市、東を望む

### 貯水池
- キャッスル湖
- ギボニー湖
- ヘイブン湖
- サミット湖貯水池
- ウェストウッド公園貯水池

### 主要高規格道路
出典:  National Atlas, U.S. Census Bureau
| - 州間高速道路70号線 - アメリカ国道35号線 - アメリカ国道36号線 - アメリカ国道40号線 - インディアナ州道3号線 - インディアナ州道38号線 | - インディアナ州道103号線 - インディアナ州道109号線 - インディアナ州道140号線 - インディアナ州道234号線 - インディアナ州道236号線 |

### 隣接する郡
- デラウェア郡 - 北
- ランドルフ郡 - 北東
- ウェイン郡 - 東
- ファイエット郡- 南東
- ラッシュ郡 - 南
- ハンコック郡 - 南西
- マディソン郡 - 北西

## レクリエーション
- サミット湖州立公園
- ウェストウッド公園[6]

## 気候と気象
近年、郡庁所在地であるニューキャッスル市の平均気温は1月の16°F (-9 ℃) から7月の84°F (29 ℃) まで変化している。過去最低気温は1994年1月に記録された-26°F (-32 ℃) であり、過去最高気温は1988年6月に記録された103°F (39 ℃) である。月間降水量は1月の2.24インチ (57 mm) から5月の4.70インチ (119 mm) まで変化している。

## 郡政府
郡政府は憲法による政体であり、インディアナ州憲法とインディアナ州法典によって特別の権力を認められている。

### 郡政委員会
郡政委員会は郡政府の立法府であり、郡の歳出や歳入を管理している。委員は郡内の選挙区から選出され、任期は4年間である。給与、年間予算、特別支出を設定する責任がある。郡レベルで所得税や資産税、消費税、サービス税を課する限定付き権限があるが、所得税と資産税は州の承認を要する。

### 行政委員会
行政委員会は郡政府の行政府である。委員は郡全体を選挙区に選出され、任期は4年間で2年毎に半数が改選される。委員の一人、通常は最も経験のある者が議長になる。行政委員会は郡政委員会が決めた法を実行し、税金を集め、郡政府の日々の機能を管理する責任がある。

### 郡裁判所
郡は上級裁判所の第1と第2および巡回裁判所を維持している。判事は4年間任期で選出され、インディアナ州法廷弁護士協会の会員でなければならない。判事を補助するのがコンスタブルと呼ばれる法執行官であり、やはり4年間任期で選出される。特定の事件における判決に対しては、州レベルの巡回裁判所に控訴できる。

### 郡政府役人
上記以外に、保安官、検視官、監査官、財務官、登記官、測量師および巡回裁判所事務官が選挙で選ばれている。任期は4年間であり、郡政府の異なる部門を監督している。郡政府に選ばれる役人は支持政党を公にすることが求めら、また郡の住人でなければならない。
ヘンリー郡はアメリカ合衆国下院議員インディアナ州第6選挙区に属している。インディアナ州議会上院では第28選挙区に属しており、下院では第54および第56選挙区に属している。

## 人口動態
以下は2000年国勢調査による人口統計データである。
| 基礎データ - 人口: 48,508人 - 世帯数: 19,486 世帯 - 家族数: 13,971 家族 - 人口密度: 48人/km2（124人/mi2） - 住居数: 20,592軒 - 住居密度: 20軒/km2（52軒/mi2） 人種別人口構成 - 白人: 97.96% - アフリカン・アメリカン: 0.86% - ネイティブ・アメリカン: 0.15% - アジア人: 0.20% - 太平洋諸島系: 0.01% - その他の人種: 0.28% - 混血: 0.54% - ヒスパニック・ラテン系: 0.80% 先祖による構成 - アメリカ人：33.8％ - ドイツ系：19.6％ - イギリス系：13.8％ - アイルランド系：9.1％ | 年齢別人口構成 - 18歳未満: 24.2% - 18-24歳: 7.5% - 25-44歳: 27.8% - 45-64歳: 24.8% - 65歳以上: 15.7% - 年齢の中央値: 39歳 - 性比（女性100人あたり男性の人口） - 総人口: 93.2 - 18歳以上: 90.2 世帯と家族（対世帯数） - 18歳未満の子供がいる: 30.7% - 結婚・同居している夫婦: 58.4% - 未婚・離婚・死別女性が世帯主: 9.9% - 非家族世帯: 28.3% - 単身世帯: 24.8% - 65歳以上の老人1人暮らし: 11.9% - 平均構成人数 - 世帯: 2.45人 - 家族: 2.91人 収入と家計 - 収入の中央値 - 世帯: 38,150米ドル - 家族: 45,470米ドル - 性別 - 男性: 36,439米ドル - 女性: 22,432米ドル - 人口1人あたり収入: 19,355米ドル - 貧困線以下 - 対人口: 7.8% - 対家族数: 6.0% - 18歳未満: 10.0% - 65歳以上: 6.8% |

## 郡区
ヘンリー郡は下記13の郡区に分割されている。
| - ブルーリバー - ダドリー - フォールクリーク - フランクリン - グリーンズボロ - ハリソン - ヘンリー | - ジェファーソン - リバティ - プレーリー - スパイスランド - ストーニークリーク - ウェイン |

## 都市と町
| - ニューキャッスル - 郡庁所在地 - アシュランド - ブラウンツビル - カディス - コーウィン - ダンリース - フェインサイディング - フォリー - グラントシティ - グリーンズボロ - ヒルズボロ - ハニークリーク - ケナード - ナイツタウン - ルイスビル - ルーレイ - メイプルバレー - メカニクスバーグ - メシック | - ミドルタウン - ミルビル - ムーアランド - マントローン - マウントサミット - ニューリスボン - オグデン - ピアソンステーション - レイズビル - ロジャーズビル - シャーリー - スパイスランド - スプリングポート - ストーンクエリーミルズ - ストローン - サルファースプリングス - バンニュイス - ウェストウッド - ウッドビル |

## 著名な出身者
- ロバート・インディアナ、の現代美術家・舞台美術家・コスチュームデザイナー
- ライト兄弟、飛行機のパイオニア、兄のウィルバーがミルビルの生まれ